# L'Empire de Trigan
 (octobre 2011).
Si vous disposez d'ouvrages ou d'articles de référence ou si vous connaissez des sites web de qualité traitant du thème abordé ici, merci de compléter l'article en donnant les références utiles à sa vérifiabilité et en les liant à la section « Notes et références ».
L'Empire de Trigan ou Trigan (The Rise and Fall of the Trigan Empire, puis The Trigan Empire) est une série de bande dessinée de science-fiction anglaise créée par le scénariste Mike Butterworth et le dessinateur Don Lawrence. Elle est extrêmement connue et populaire au Royaume-Uni où elle a bercé toute une génération de lecteurs.
Publiée par le bimensuel Ranger, puis l'hebdomadaire Look and Lean de 1965 à 1982, elle traitait d'événements survenus dans le contexte d'un empire sur la planète lointaine d'Elekton. Par bien des côtés, l'Empire de Trigan ressemblait à l'Empire romain.

## Histoire
L'histoire débute par le crash sur Terre d'un vaisseau spatial dont l'équipage est mort. En analysant le contenu des archives présentes à bord, les savants mettent au jour l'histoire d'un empire ayant apparemment désormais disparu (le titre original de la série est Rise and Fall of the Trigan Empire).
Une tribu de nomades dont les territoires sont envahis par les forces d'un empire esclavagiste se sédentarise pour lutter contre l'envahisseur sous la direction d'un chef visionnaire, Trigo. Au prix de luttes et d'efforts constants ainsi que d'alliances avec les ennemis des Lokans, cette tribu deviendra la nation la plus puissante de la planète avant de disparaître mystérieusement.

## Analyse

### Ancrage historique du récit
La transposition de l'histoire des civilisations antiques terrestres est particulièrement évidente : l'Empire de Trigan ressemble énormément à l'Empire romain. Il est fondé par un peuple nomade qui décide de s'établir dans une ville prenant le nom du fondateur (Trigo). Il tire ses connaissances initiales et son inspiration de la sagesse d'une civilisation qui l'a précédé (Péric est l'archétype du savant grec, son nom rappelant « Périclès »), et fonde sa puissance sur une volonté expansionniste et les échanges avec les puissants empires voisins.
L'ennemi héréditaire des Trigans (les Lokans) fait énormément penser aux puissances asiatiques de l'époque. Beaucoup d'autres civilisations terrestres sont reconnaissables, tels les peuples africains et moyen-orientaux. Si l'histoire commence comme une saga, elle se transforme cependant rapidement en une série d'épisodes tenant plus du récit d'aventures et d'histoires courtes.
Le fil chronologique se dissout quelque peu quand la première génération (Trigo, Brag et Péric) vieillit et laisse les aventures à la seconde génération (leurs neveux et enfants), les avancées technologiques semblent faire du yoyo en passant de légions rappelant les armées romaines à l'utilisation de chars et de voitures, alors que l'aspect politique évolue peu, se limitant à l'ajout de représentants de nouveaux peuples rencontrés au hasard d'accidents d'avion. Vers la fin de la publication, Elekton se lance enfin dans la conquête spatiale et rencontre un nouveau peuple vivant sur une lune qu'elle annexe ; cependant l'histoire s'arrêtera sans qu'on ait progressé vers la fin de l'Empire et en particulier sans point de repère par rapport à l'apogée de l'Empire de Trigan.
Comme l'histoire était publiée à l'origine dans le magazine pour la jeunesse Look and learn, les thèmes abordés sont très manichéens. En particulier, l'Empire de Trigan est présenté de manière très orthodoxe comme un peuple puissant et bienveillant, au contraire des Lokans qui cristallisent les idées de fourberie, d'arrogance et de tyrannie.
En ce sens elle est fortement marquée par les valeurs en cours dans les années 1960, aussi bien dans la société (patriarcale, la femme étant cantonnée exclusivement au rôle d'épouse élevant les enfants en bas âge) que dans la politique 	[réf. souhaitée]: l'opposition Trigan / Lokan fait fortement penser à la répartition des forces de part et d'autre du rideau de fer [réf. souhaitée].

### Style graphique
Le style de Don Lawrence est aisément reconnaissable et évolue peu tout au long de cette série. Les éléments technologiques et le bestiaire sont tout à fait représentatifs de la production des années 1950 et 60 et paraissent aujourd'hui assez naïfs [réf. souhaitée]. Cependant, ceux-ci sont distillés dans une représentation plus que convaincante d'architecture et d'artisanat antique, ce qui fait que l'ensemble reste cependant très agréable à examiner aujourd'hui et que l'effet « rétro » n'affadit pas la lecture, comme cela est souvent le cas pour des romans d'anticipation où la technologie et les connaissances scientifiques dépassées rendent le développement des histoires totalement irréaliste [réf. souhaitée].
À noter que la série a été continuée épisodiquement par d'autres dessinateurs après l'abandon de celle-ci par Don Lawrence, qui a quitté son éditeur et l'Angleterre à la suite de désaccords sur ses royalties pour aller s'installer aux Pays-Bas. Il continuera à dessiner et rencontrera un succès encore plus grand avec le titre Storm.

## Publication

### Périodiques
- Ranger, septembre 1965-juin 1966
- Look and Learn, juin 1966-avril 1982

### Traductions françaises
- Septimus :

1. L'Empire de Trigan, 1976
2. La Mort rouge, 1977
3. L'Anneau de Zerss, 1977
4. Les Forces mystérieuses d'Elekton, 1977
5. La Planète maudite, 1979

- Glénat :

1. Combat pour l'empire (01/1982)
2. Elekton en péril (07/1982)
3. Le Royaume des derniers jours (01/1983)
4. La Vengeance de Darak (05/1983)
5. Duel avec la mort (10/1983)
6. Bataille pour Trigopolis (02/1984)
7. Les Fils de l'empereur (1984)
8. La Cité interdite (08/1985)
9. Les 5 Épreuves (02/1986)
10. La Force invisible (02/1987)
11. L'Usurpateur (02/1988)
12. Le Complot (06/1989)